# Brassavola
Brassavola es un género de unas 18 especies de orquídeas epifitas, a veces litófitas, originarias de México, Centroamérica, y Sudamérica.

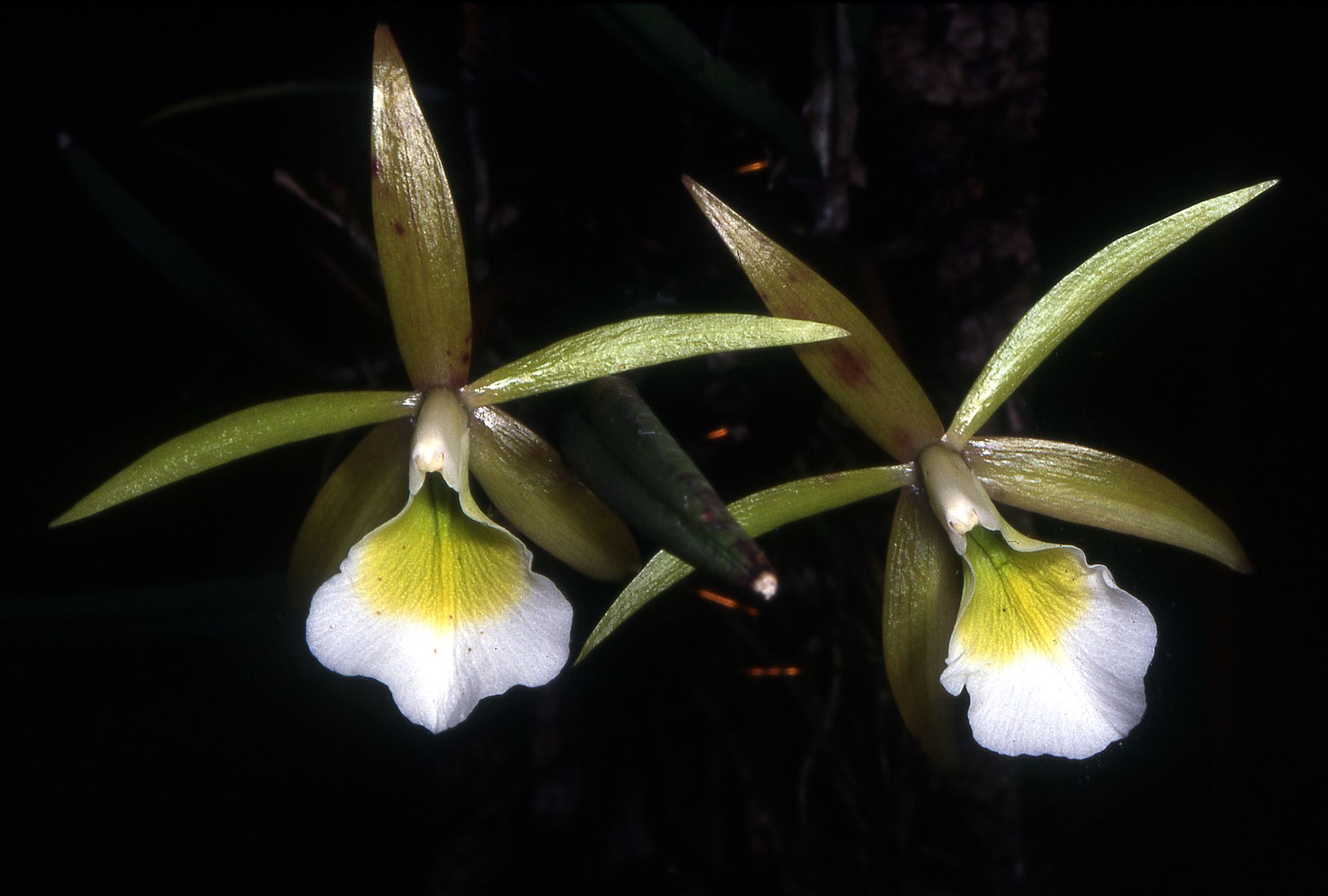
Brassavola reginae.

## Descripción
Estas especies tienen  flores de color blanco en racimos que pueden ser erectos o péndulos.
La mayoría son epifitas, pero unas pocas son  litófitas. Están muy próximas a Cattleya con las que solo tienen de diferencia el número de polinia que en este género suelen ser a veces 12 y otras 8 que son desiguales.  Los tallos son normalmente cortos. 
Los pseudobulbos de unos 6 a 30 cm de longitud, son estrechos con forma de lapiceros, y están claramente separados.
Cada pseudobulbo desarrolla una hoja cérea y aspecto de cuero de unos 20 cm de longitud.
La inflorescencia es una sola o en racimo  de unas pocas flores con unos sépalos y pétalos largos y estrechos. Tienen la base del labelo que abraza una parte de la columna que transporta de 12 a 8 polinias desiguales.

Florecen en primavera, verano u otoño.

## Distribución y hábitat
Se encuentran ampliamente distribuidas por las tierras bajas  de la América tropical en México, Centroamérica, y Sudamérica, donde por las noches llena el aire con las fragancias de su perfume parecido a los cítricos. 

## Cultivo
Los miembros de este género se crían fácilmente en cultivo y son resistentes a las sequías. El cultivo de cada especie requiere unas condiciones específicas que corresponden con las de su hábitat natural. Muchas de ellas se pueden situar en placas, por lo que sus raíces pueden recibir corrientes de aire y aguantar ciclos de humedad o sequía. 
Las especies de Brassavola se hibridan fácilmente entre ellas y con otros géneros próximos, tal como Cattleya, Laelia,  Bletia,  Rhyncholaelia, y  Sophronitis. La mayoría de las orquídeas híbridas pertenecen a esta categoría p.e. x Sophrolaeliocattleya, x Brassolaeliocattleya y un gran número de otras variedades.

## Taxonomía
El género fue descrito por Robert Brown y publicado en Hortus Kewensis; or, a Catalogue of the Plants Cultivated in the Royal Botanic Garden at Kew. London (2nd ed.) 5: 216. 1813.
Etimología
El género Brassavola tiene el nombre en honor de Antonio Musa Brassavola, médico y hombre de la nobleza veneciana.

## Especies
- Brassavola acaulis (Centroamérica). Belice
- Brassavola cebolleta
- Brassavola cucullata: Orquídea papá piernas largas (México al N. Suramérica).
- Brassavola digbyana Flor Nacional de Honduras. Especie reclasificada !Ver Rhyncholaelia digbyana.
- Brassavola duckeana (Brasil).
- Brassavola fasciculata (Brasil).
- Brassavola filifolia (Colombia).
- Brassavola flagellaris (Brasil).
- Brassavola fragans (Brasil).
- Brassavola gardneri (Guayana Francesa, Brasil).
- Brassavola gillettei (Trinidad).
- Brassavola glauca (Centroamérica). Especie reclasificada !Ver Rhyncholaelia glauca.
- Brassavola grandiflora (Centroamérica a Colombia).
- Brassavola harrisii (Jamaica).
- Brassavola martiana (S. América Trop.).
- Brassavola nodosa Orquídea dama de noche (México a  América Trop.). Belice
- Brassavola reginae (Brasil ).
- Brassavola retusa (Venezuela, N. Brasil a Perú).
- Brassavola revoluta (Brasil).
- Brassavola rhomboglossa (WC. y S. Brasil).
- Brassavola subulifolia (Jamaica).
- Brassavola tuberculata (Brasil a Perú. Paraguay y Argentina).
- Brassavola venosa (SE. México a Centroamérica).

Este género se encuentra en la misma alianza que Cattleya y Laelia. Se emplean de una forma extensiva en hibridaciones.

## Híbridos intergenéricos
- Brassocattleya: Bc (Brassavola × Cattleya)
- Brassocatanthe: Bct (Brassavola × Cattleya × Guarianthe)
- Brassodiacrium: Bdia (Brassavola × Diacrium)
- Brassoepidendrum: Bepi (Brassavola × Epidendrum)
- Brassolaelia: Bl (Brassavola × Laelia)
- Brassolaeliocattleya: Blc (Brassavola × Cattleya × Laelia)
- Brassomicra: Bmc (Brassavola × Tetramicra)
- Brassosophronitis: Bnts (Brassavola × Sophronitis)
- Brassoepilaelia: Bpl (Brassavola × Epidendrum × Laelia)
- Brassokeria: Brsk (Barkeria × Brassavola)
- Brassanthe: Bsn (Brassavola × Guarianthe)
- Brassophranthe: Bsp (Brassavola × Guarianthe × Sophronitis)
- Brassotonia: Bstna (Brassavola × Broughtonia)
- Clarkeara: Clka (Brassavola × Cattleya × Diacrium × Laelia × Sophronitis)
- Carmichaelara: Crml (Brassavola × Broughtonia × Laelia)
- Casoara: Csr (Brassavola × Broughtonia × Laeliopsis)
- Dekensara: Dek (Brassavola × Cattleya × Schomburgkia)
- Epileptovola: Elva (Brassavola × Epidendrum × Leptotes)
- Epibrassonitis: Epbns (Brassavola × Epidendrum × Sophronitis)
- Estelara: Esta (Brassavola × Cattleya × Epidendrum × Tetramicra)
- Encyvola: Eyv (Brassavola × Encyclia)
- Fergusonara: Ferg (Brassavola × Cattleya × Laelia × Schomburgkia × Sophronitis)
- Fujiwarara: Fjw (Brassavola × Cattleya × Laeliopsis)
- Gerberara: Gba (Brassavola × Diacrium × Laelia)
- Gladysyeeara: Glya (Brassavola × Broughtonia × Cattleya × Cattleyopsis × Diacrium × Epidendrum × Laelia × Sophronitis)
- Hasegawaara : Hasgw (Brassavola × Broughtonia × Cattleya × Laelia × Sophronitis)
- Hattoriara: Hatt (Brassavola × Broughtonia × Cattleya × Epidendrum × Laelia)
- Hookerara: Hook (Brassavola × Cattleya × Diacrium)
- Hummelara: Humm (Barkeria × Brassavola × Epidendrum)
- Iacovielloara: Icvl (Brassavola × Cattleya × Diacrium × Epidendrum × Laelia)
- Iwanagara: Iwan (Brassavola × Cattleya × Diacrium × Laelia)
- Johnyeeara: Jya (Brassavola × Cattleya × Epidendrum × Laelia × Schomburgkia × Sophronitis)
- Kawamotoara: Kwmta (Brassavola × Cattleya × Domingoa × Epidendrum × Laelia)
- Lowara: Low (Brassavola × Laelia × Sophronitis)
- Leptovola: Lptv (Brassavola × Leptotes)
- Mooreara: Mora (Brassavola × Broughtonia × Cattleya × Laelia × Schomburgkia × Sophronitis)
- Otaara: Otr (Brassavola × Broughtonia × Cattleya × Laelia)
- Potinara: Pot (Brassavola × Cattleya × Laelia × Sophronitis)
- Recchara: Recc (Brassavola × Cattleya × Laelia × Schomburgkia)
- Rolfeara: Rolf (Brassavola × Cattleya × Sophronitis)
- Rothara: Roth (Brassavola × Cattleya × Epidendrum × Laelia × Sophronitis)
- Schombavola: Smbv (Brassavola × Schomburgkia)
- Vaughnara: Vnra (Brassavola × Cattleya × Epidendrum)
- Wooara: Woo (Brassavola × Broughtonia × Epidendrum)
- Westara: Wsta (Brassavola × Broughtonia × Cattleya × Laelia × Schomburgkia)
- Yamadara: Yam (Brassavola × Cattleya × Epidendrum × Laelia)
- Youngyouthara: Ygt (Brassavola × Broughtonia × Cattleya × Caularthron)
- Yahiroara: Yhra (Brassavola × Cattleya × Epidendrum × Laelia × Schomburgkia)